# 奧德拉多卡姆揚卡
46°47′5″N 33°18′6″E / 46.78472°N 33.30167°E

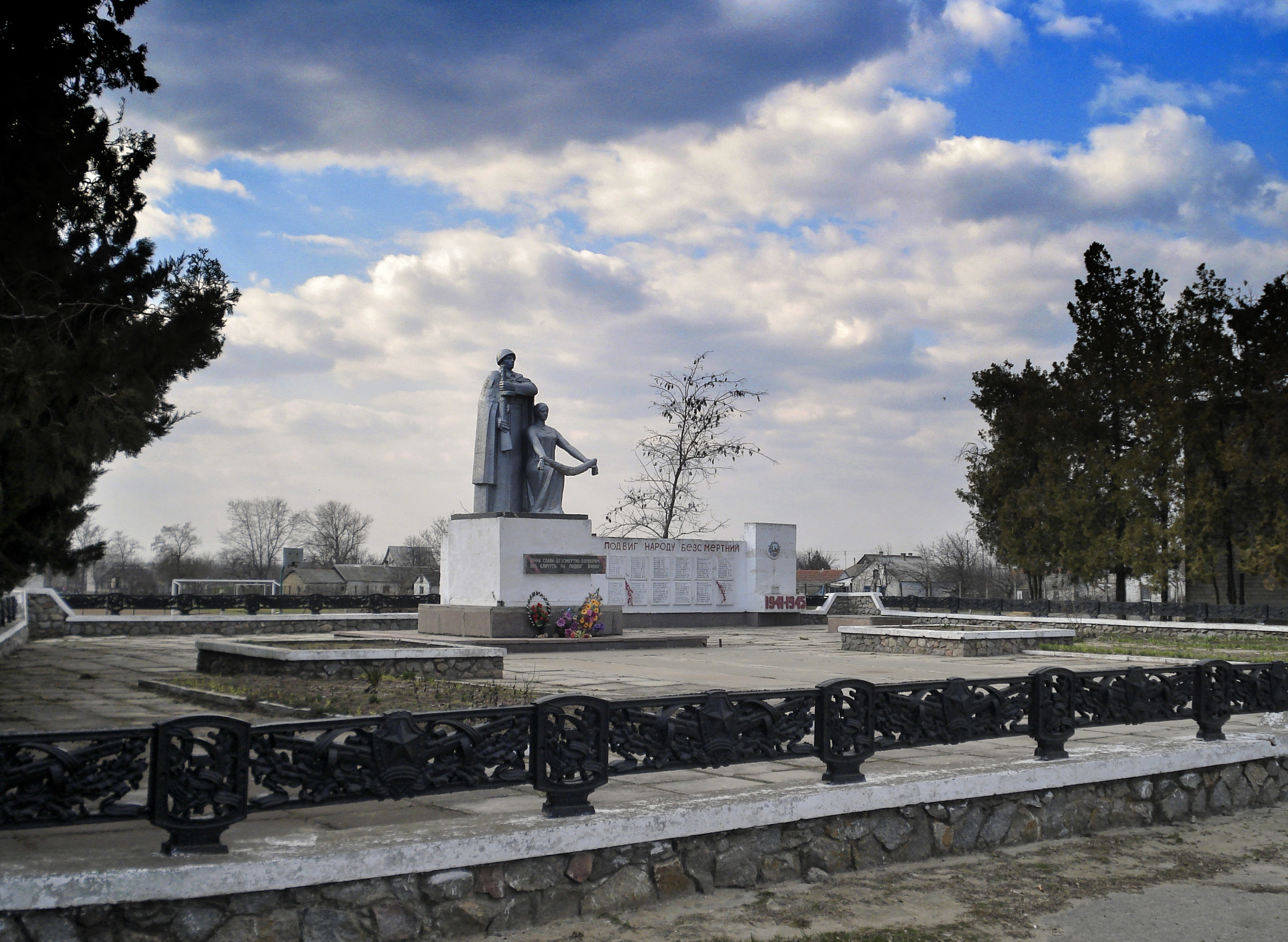
烈士纪念碑

奧德拉多卡姆揚卡（羅馬化：Odradokamianka）是位於烏克蘭南部赫爾松州貝里斯拉夫區佳亨卡市鎮的村莊。該村始建於1782年，面積54.6平方公里，海拔高度26米，2001年人口2,285，人口密度每平方公里41.9人。